# Józef Siemiradzki

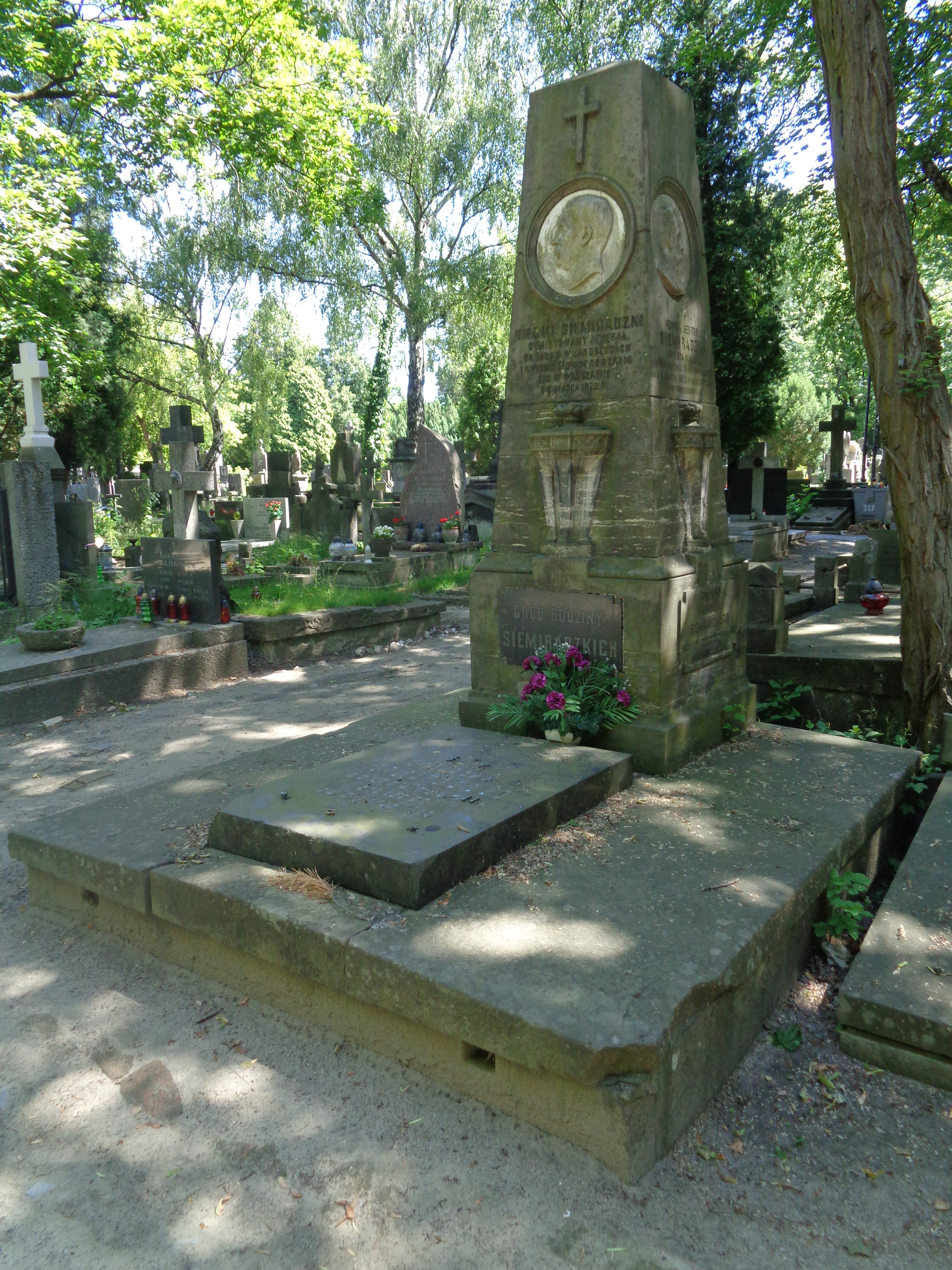
Grób Józefa Siemiradzkiego na cmentarzu Powązkowskim

Józef Siemiradzki (ur. 28 marca 1858 w Charkowie, zm. 12 grudnia 1933 w Warszawie) – polski geolog i podróżnik, profesor paleontologii Uniwersytetu Lwowskiego (1901–1933).

## Życiorys
Ukończył III Gimnazjum w Warszawie. Studia przyrodnicze odbył na Uniwersytecie Dorpackim. Był członkiem Konwentu Polonia. Głównym przedmiotem badań Siemiradzkiego były skamieniałości i stratygrafia jury. Już w 1882 wydano drukiem jego pracę na temat głazów narzutowych na ziemiach polskich. Wkrótce potem wyruszył do Ameryki Łacińskiej, którą odwiedził 3-krotnie: 1882–1883, 1892 i 1895. Był członkiem Ligi Narodowej.
Był również encyklopedystą oraz edytorem Encyklopedii zbiór wiadomości z wszystkich gałęzi wiedzy – polskiej encyklopedii wydanej w latach 1898–1907 przez społeczną organizację edukacyjną Macierz Polska, która działała w Galicji w okresie zaboru austriackiego. Wymieniony jest jako współautor tego dzieła .
Prowadził szeroko zakrojone badania Andów. Poza pasją geologa kierowała nim chęć poznania losu polskich emigrantów, szczególnie chłopskiej emigracji masowej z II połowy XIX wieku. Plonem wypraw amerykańskich były reportaże z podróży, w tym pierwsza książka Z Warszawy do Równika, zawierająca ryciny wykonane na podstawie rysunków autora z podróży. Profesor Uniwersytetu im. Jana Kazimierza we Lwowie, rektor tej uczelni w roku akademickim 1926/1927, prorektor 1927/1928. W połowie 1911 był jednym z inicjatorów zawiązania w Paryżu towarzystwa akcyjnego „Banque Franco-Galizienne, societe anonyme” (ponadto także m.in. Michał Jorkasch-Koch).
Był honorowym członkiem Państwowego Instytutu Geologicznego, członkiem PAU.
Został pochowany w grobie rodziny Siemiradzkich na cmentarzu Powązkowskim w Warszawie (kwatera 67-6-1,2).

## Wybrane prace
Reportaże z podróży:
- Z Warszawy do Równika. Wrażenia z podróży po Ameryce Południowej odbytej w latach 1882–83 (1885, wznowienie 2014)
- Za morze! Szkice z wycieczki do Brazylii (1894)

Podręczniki:
- Geologia ziem polskich (tom 1 – 1903, tom 2 – 1909)
- Płody kopalne Polski (1922)
- O czym mówią kamienie? 1929

## Odznaczenia i wyróżnienia
- Krzyż Komandorski Orderu Odrodzenia Polski (27 listopada 1929)[5][6]
- Krzyż Walecznych[7]

## Upamiętnienie
Nazwiskiem Siemiradzkiego nazwano jurajski rodzaj amonita Siemiradzkia.